# Sylvichadsia grandidieri
Sylvichadsia grandidieri är en ärtväxtart som först beskrevs av Henri Ernest Baillon, och fick sitt nu gällande namn av Du Puy och Jean-Noël Labat. Sylvichadsia grandidieri ingår i släktet Sylvichadsia och familjen ärtväxter. Inga underarter finns listade i Catalogue of Life.